# Rochebrune (Alte Alpi)
Rochebrune è un comune francese di 158 abitanti situato nel dipartimento delle Alte Alpi nella regione della Provenza-Alpi-Costa Azzurra.

## Società

### Evoluzione demografica
Abitanti censiti